# Goniophila
Goniophila is een geslacht van vlinders van de familie spinneruilen (Erebidae), uit de onderfamilie Calpinae.

## Soorten
- G. excavata Swinhoe, 1905
- G. hampsoni Leech, 1900
- G. lichenea Holland, 1900
- G. niphosticha Hampson, 1926
- G. polymima Joannis, 1929